# MASAKI (ヴァイオリニスト・作曲家)
MASAKI（マサキ）は、日本国籍シドニー在住の音楽家、ヴァイオリニスト、作曲家である。

## 経歴
12歳の頃からオーストラリアユース オーケストラ等のメンバーとして世界各国へツアー。
オペラハウス、カーネギーホールなど世界の大ホールでの演奏を数々経験。
シドニー大学の医学部（生物化学）卒業後、 シドニー音楽大学に入学という異色の経歴も持つ。
2002年より独自のコンサート活動を開始。2011年2月23日には4th.アルバム「7000万年の岩」を発売、 3月21日には王子ホールにてソロコンサート。 CMや音楽など活躍の幅を広げている。